# Shadowheart (film)
Shadowheart è film del 2009 diretto da Dean Alioto.

## Trama
film ruota attorno a James Connor, che torna a Legend, New Mexico, nel 1865 per vendicare la morte di suo padre, assassinato da Will Tunney. Durante il suo ritorno, ritrova anche il suo amore giovanile, Mary Cooper.

### cast
nel film ci sono Angus Macfadyen, Justin Ament e Marnie Alton, Michael Spears, Tonantzin Carmelo, William Sadler e Daniel Baldwin.

### produzione
il film del 2009 è prodotto
- Desert Moon Pictures
- Indiesyndicate Productions
- JBA Productions